# آندریاس ونزل
آندریاس ونزل (انگلیسی: Andreas Wenzel؛ زادهٔ ۱۸ مارس ۱۹۵۸) اسکی‌باز آلپاین اهل لیختن‌اشتاین است.